# Montañas de Prades
Montañas de Prades är ett berg i Spanien.   Det ligger i provinsen Província de Tarragona och regionen Katalonien, i den östra delen av landet, 400 km öster om huvudstaden Madrid. Toppen på Montañas de Prades är 1 203 meter över havet.
Terrängen runt Montañas de Prades är huvudsakligen kuperad. Montañas de Prades är den högsta punkten i trakten. Runt Montañas de Prades är det ganska glesbefolkat, med 28 invånare per kvadratkilometer. Närmaste större samhälle är Reus, 19,9 km sydost om Montañas de Prades. 